# Płynące chmury
Płynące chmury (jap. 浮雲 Ukigumo) – japoński melodramat z 1955 roku w reżyserii Mikio Naruse, zrealizowany na podstawie powieści zmarłej cztery lata wcześniej pisarki Fumiko Hayashi. 
Film przedstawia losy samotnej kobiety, która próbuje się odnaleźć w zrujnowanej Japonii po II wojnie światowej i zakochuje się w żonatym mężczyźnie. Płynące chmury zostały uznane za arcydzieło japońskiej kinematografii i uhonorowane czterema statuetkami Kinema Junpo: dla najlepszego filmu, za reżyserię, główną rolę męską i główną rolę żeńską.